# Siri Hustvedt
Siri Hustvedt (Northfield, 19 febbraio 1955) è una scrittrice, poetessa e saggista statunitense.
Nasce in Minnesota da genitori di origine norvegese; il padre, Lloyd Hustvedt, docente di letteratura scandinava e la madre Ester Vegan emigrano dalla Norvegia all'età di trent'anni.
Siri Hustvedt si diploma in Storia presso il St. Olaf College, in Minnesota, e consegue un Ph.D. in letteratura inglese presso la Columbia University (New York) con una tesi su Charles Dickens.
Nel 1990 e 1991 inizia la sua pubblicazione di poesie e brevi romanzi su The Paris Review e Fiction.
Nel 1998. pubblica il suo primo romanzo, La benda sugli occhi.
Nel 2004 si è imposta al pubblico mondiale con il libro What I loved, tradotto successivamente in italiano da Einaudi con il titolo Quello che ho amato.
Hustvedt incontrò il marito, lo scrittore Paul Auster, nel 1981, e si sposarono l'anno successivo.  Hanno vissuto insieme a Brooklyn fino alla sua morte nel 2024.  La loro figlia, Sophie Auster (nata nel 1987), è una cantautrice e attrice.

## Opere

### Romanzi
- La benda sugli occhi (The Blindfold) (1992)
- The Enchantment of Lily Dahl (1996)
- Quello che ho amato (What I Loved) (2003)
- Elegia per un americano (The Sorrows of an American) (2008)
- L'estate senza uomini (The Summer Without Men) (2011)
- Il mondo sfolgorante (The Blazing World) (2014)
- Ricordi del futuro (Memories of the Future) (2019)

### Poesie
- Reading to You (1983)

### Saggi
- Yonder (1998)
- Mysteries of the Rectangle: Essays on Painting (2005)
- A Plea for Eros (2005)
- La donna che trema (The Shaking Woman or A History of My Nerves) (2009)
- Living, Thinking, Looking (2012) tradotto in italiano nel 2014: Vivere, pensare, guardare
- Le illusioni della certezza (2018)